# Land- und Stadtgericht Hohenstein
Das Land- und Stadtgericht Hohenstein war von 1823 bis 1849 ein preußisches Land- und Stadtgericht mit Sitz in Hohenstein.

## Geschichte
Das Land- und Stadtgericht Hohenstein wurde 1823 aus dem Stadtgericht Hohenstein und dem Justizamt Hohenstein gebildet. Es war ein Gericht 2. Klasse im Sprengel des Oberlandesgerichts Königsberg.
1837 umfasste der Gerichtsbezirk die Stadt Hohenstein mit 1055 Gerichtseingesessenen und 73 Ortschaften mit 5509 Gerichtseingesessenen (zusammen also 6564 Gerichtseingesessene). Am Gericht waren ein Stadt- und Landrichter und zwei weitere Mitarbeiter beschäftigt. Das Gericht war im Rathaus der Stadt untergebracht.
Nach der Märzrevolution wurden 1849 einheitlich Kreisgerichte gebildet. In Hohenstein entstand die Gerichtskommission Hohenstein des Kreisgerichts Osterode.